# Contea di Huichang
La contea di Huichang (会昌县S, Huìchāng XiànP) è una contea della Cina, situata nella provincia di Jiangxi e amministrata dalla prefettura di Ganzhou.